# Rut Åman
Rut Ingeborg Åman, född Kullberg 8 maj 1915 i Karis, död 16 april 1999 i Mariehamn, pseudonym: Runa Meller, var en finlandssvensk författare.
Åman debuterade med diktsamlingen Morgonland (1973), varefter följde diktsamlingen I din älskades ansikte (1976).